# Circolo Sportivo Tommaso Gargallo 1926-1927
Questa voce raccoglie le informazioni riguardanti il Circolo Sportivo Tommaso Gargallo nelle competizioni ufficiali della stagione 1926-1927.

## Rosa
| N. |                   | Ruolo | Calciatore |
| -- | ----------------- | ----- | ---------- |
|    | Italia (bandiera) | D     | Dugo       |
|    | Italia (bandiera) | A     | Gemme      |
|    | Italia (bandiera) | P     | Peluso     |
|    | Italia (bandiera) | D     | Mirabella  |
|    | Italia (bandiera) | C     | Alvarez    |
|    | Italia (bandiera) | A     | Sciuto     |
|    | Italia (bandiera) | D     | De Leo     |
|    | Italia (bandiera) | C     | Barcio I   |

| N. |                   | Ruolo | Calciatore |
| -- | ----------------- | ----- | ---------- |
|    | Italia (bandiera) | D     | Durelli    |
|    | Italia (bandiera) | C     | Isaia      |
|    | Italia (bandiera) | A     | Bagnoli    |
|    | Italia (bandiera) | C     | Pioletti   |
|    | Italia (bandiera) | A     | Ghilardi   |
|    | Italia (bandiera) | C     | De Rosa    |
|    | Italia (bandiera) | D     | Gemmi      |

## Risultati

### Seconda Divisione

#### Girone di andata
| Arbitro: | Gregorio (Messina) |

|                     |           |             |
| Gemme 4’ 7’ Bagnoli | Marcatori | 77’ Pannuti |

| Arbitro: | De Felice (Scafati) |

|            |           |             |
| Ungaro 52’ | Marcatori | 47’ Alvarez |

| Arbitro: | Bracco (Palermo) |

|             |           |             |
| Bagnoli 75’ | Marcatori | 58’ Latella |

| Arbitro: | Bracco (Palermo) |

|  |           |                               |
|  | Marcatori | 15’, 35’ Alvarez, 71’ Bagnoli |

| Arbitro: | Bracco (Palermo) |

|                                         |           |                                                              |
| Bagnoli, 1’, 37’ 6’ Barcio I, 29’ Gemme | Marcatori | 11’ Lopez (r), 23’ Lipari, 64’ Corso, 74’ Leone, 84’ Vizzini |

| Arbitro: | Tonello (Salerno) |

|                                            |           |                             |
| Bordonaro, 6’ 77’ Tonozzi, 86’ Maresca (r) | Marcatori | 53’, 84’ Bagnoli, 19’ Gemme |

#### Girone di ritorno
| Arbitro: | Consolo (Salerno) |

|                               |           |                             |
| Pannutti, 40’ 85’ aut. Sciuto | Marcatori | 13’ Gemme, 31’, 60’ Bagnoli |

| Arbitro: | Consolo (Salerno) |

|                                      |           |  |
| Ghilardi, 15’ 51’ Gemme, 84’ Bagnoli | Marcatori |  |

| Arbitro: | Pausano (Castellammare di Stabia) |

|          |           |            |
| Rando 7’ | Marcatori | 6’ Alvarez |

| Arbitro: | Giacinto celano (Roma) |

|                         |           |             |
| Gemme, 2’ 84’ Mirabella | Marcatori | 48’ Zangara |

| Arbitro: | Reichlin (Napoli) |

|             |           |                  |
| Reggillo 7’ | Marcatori | 37’ (aut.) Leone |

| Arbitro: | Bracco (Palermo) |

|                              |           |  |
| Alvarez, 8’, 25’ 70’ Bagnoli | Marcatori |  |